# Kazanlak
Kazanlak (voorheen Kazanlık; ook wel Kazanlǎk, Kazanlâk of Kazanluk gespeld; Bulgaars: Казанлъ̀к) is een stad en gemeente in de Bulgaarse oblast Stara Zagora. De stad had in 2010 48.818 inwoners.
Kazanlak werd gesticht rond 1300, dicht bij de militair strategisch gelegen Sjipkapas. Kazanlak staat bekend om zijn rozenolieproductie en is de enige stad op het Balkanschiereiland met een instituut dat etherische oliën uit planten extraheert.
Aan de rand van Kazanlak ligt een Thracische necropolis. Een van de tombes op de begraafplaats staat bekend als het Thracisch graf van Kazanlak dat sinds 1979 op de Werelderfgoedlijst van UNESCO staat.

## Steden en dorpen van deze gemeente
- Koprinka

## Partnersteden

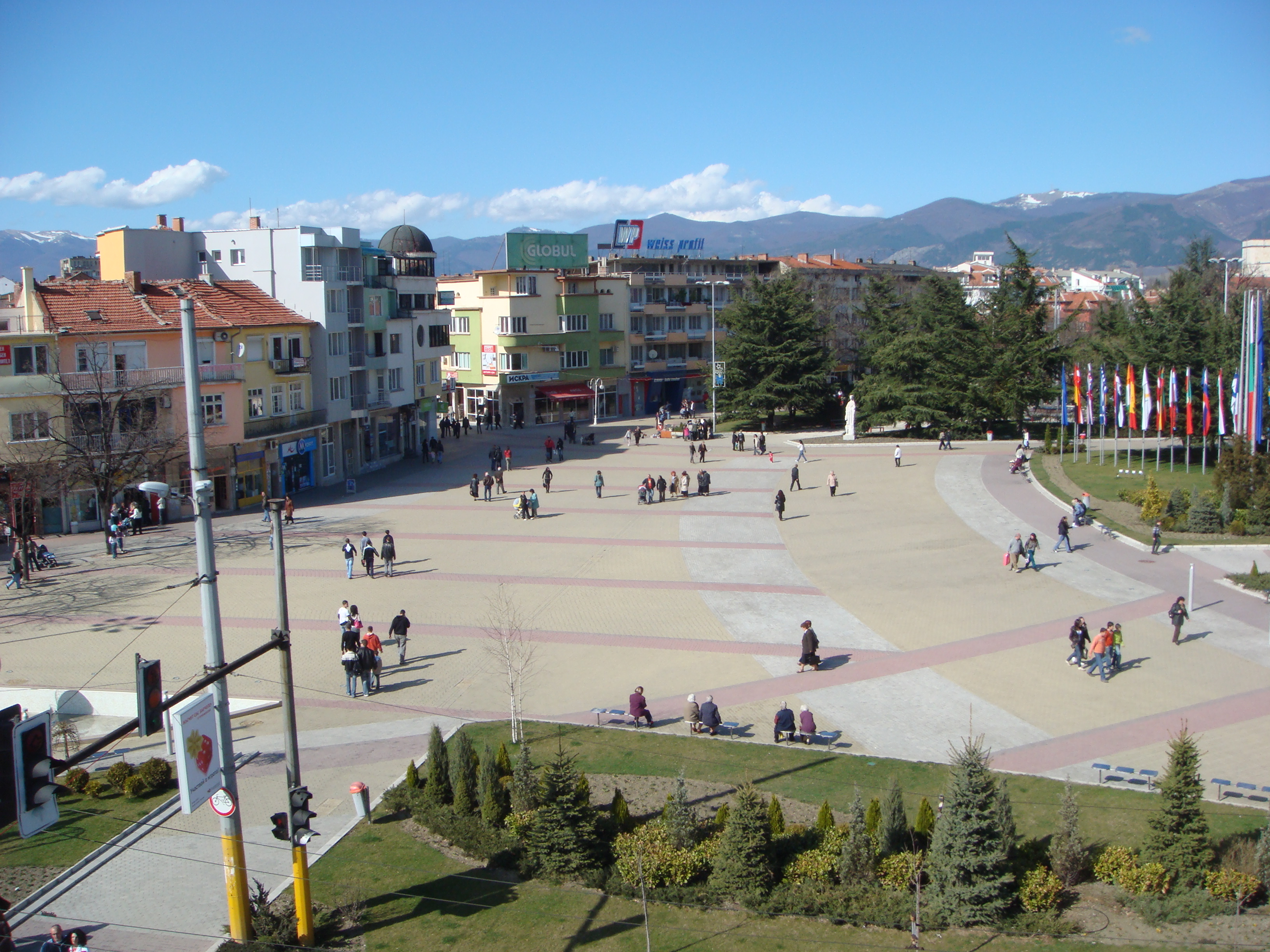
Centrum van Kazanlak

- Egypte, Luxor
- Egypte, Alexandrië
- Roemenië, Târgoviște
- Hongarije, Nagykanizsa
- Griekenland, Berroia
- Noord-Macedonië, Kočani
- Japan, Fukuyama
- Rusland, Toljatti
- Frankrijk, Grasse
- Frankrijk, Saint-Herblain